# 병영상업고등학교
병영상업고등학교(兵營商業高等學校)는 대한민국 전라남도 강진군 병영면 성남리에 있는 공립 고등학교이다.

## 학교 연혁
- 1965년 12월 18일 : 병영상업고등학교 설립 인가 (각학년 1학급)
- 1966년 3월 2일 : 개교(상업과 1학년)
- 2008년 3월 1일 : 교명 변경(병영정보과학고등학교)
- 2014년 3월 1일 : 교명 변경(병영상업고등학교)
- 2014년 3월 3일 : 학칙 변경(금융회계과)
- 2021년 3월 1일 : 학과 변경(사무행정과)
- 2025년 1월 8일 : 제57회 14명 졸업(총 졸업생 5,237명)
- 2025년 3월 1일 : 제26대 서현린 교장 부임

## 설치 학과
- 사무행정과

## 참고 자료
- 병영상업고등학교 - 한국교육학술정보원 학교알리미